# Glossogobius intermedius
Glossogobius intermedius là một loài cá thuộc họ Gobiidae. Nó là loài đặc hữu của Indonesia.